# 鄞县袁氏
鄞县袁氏，为宋元之际著名学术官宦家族，出自鄞县（今浙江宁波）。

## 介绍
鄞县袁氏有三大系，分别是：
- 城南袁氏，又称南门袁氏
  - 代表人物：袁毂、袁文、袁章、袁方、袁燮、袁甫等
- 南湖袁氏
  - 代表人物：袁韶、袁似道、袁桷等
- 西门袁氏
  - 代表人物：袁镛、袁廷玉、袁忠彻、袁士元等

## 家族成员
袁瑴、袁毂迁居四明（今浙江宁波）
- 袁瑴
- 袁毂
  - 袁谓，赠少保。
    - 袁皋，赠太保。
      - 袁昇，眀州助教，赠太师，封卫国公。
        - 袁燮

- 袁燮（1144年-1224年），南宋政治人物，教育家、哲学家，世称“絜斋先生”。谥正献。
  - 袁甫，南宋嘉定七年状元，兵部尚书兼吏部尚书；赠通奉大夫，谥正肃。
  - 袁肃
  - 袁商，嘉定十六年进士，官至宝谟阁直学士。

族亲：
- 袁韶，南宋大臣，淳熙十四年进士，赠少傅、太师，封越国公。
  - 袁似道，嘉兴府通判，襄州知州。以与贾似道同名而隐退。
    - 袁洪，建康府通判，藏书家
      - 袁桷（1266年－1327年），宋元之际书法家、史学家、文学家。元朝大臣，赠中书省参知政事，追封为陈留郡公，谥文清。
        - 袁曮（袁桷之孙）